# Не заходити, ми не одягнені
«Не заходити, ми не одягнені» — кінофільм режисера Івана Атталя, що вийшов на екрани в 2012 році.

## Зміст
Дозвілля — справа тонка. Не кожен може його організувати толково, з вигадкою, так, щоб потім було, що згадати. І коли в голову двом друзям, що не бачили до того кілька років, прийшла думка зняти аматорський порнофільм і рушити його на такий же арт-фестиваль, вони здалися один одному крутими мужиками. А що? Обидва — у головних ролях, обидва готові зробити весь світ. Залишилося тільки зробити один одного. Якісно! Для кіно!

## У ролях
| Актор            | Роль                   |
| ---------------- | ---------------------- |
| Франсуа Клюзе    | Жан-Франсуа (Джеф)     |
| Іван Атталь      | Бен Азуелос            |
| Летиція Каста    | Анна Азуелос           |
| Шарлотта Генсбур | Лілі                   |
| Азія Ардженто    | Моніка                 |
| Joey Starr       | чоловік у витверезнику |

## Знімальна група
- Режисер — Іван Атталь
- Сценарист — Іван Атталь, Олів'є Леко
- Продюсер — Мікаель Абекассіс, Лейрд Адамсон, Фридерик Брюнеель